# Blood: The Last Vampire (filme)
Blood: The Last Vampire (br: Caçadores de Vampiros; pt: Blood: O Último Vampiro) é um filme argentino-sino-franco-honconguês de 2009, do gênero terror, dirigido por Chris Nahon, baseado na animação Blood: The Last Vampire.

## Elenco
- Gianna Jun (AKA Jun Ji-hyun)
- Alisson Miller
- Liam Cunninngham
- JJ Field
- Koyuki
- Yasuaki Kurata
- Larry Lamb
- Andrew Pleavin